# African Association

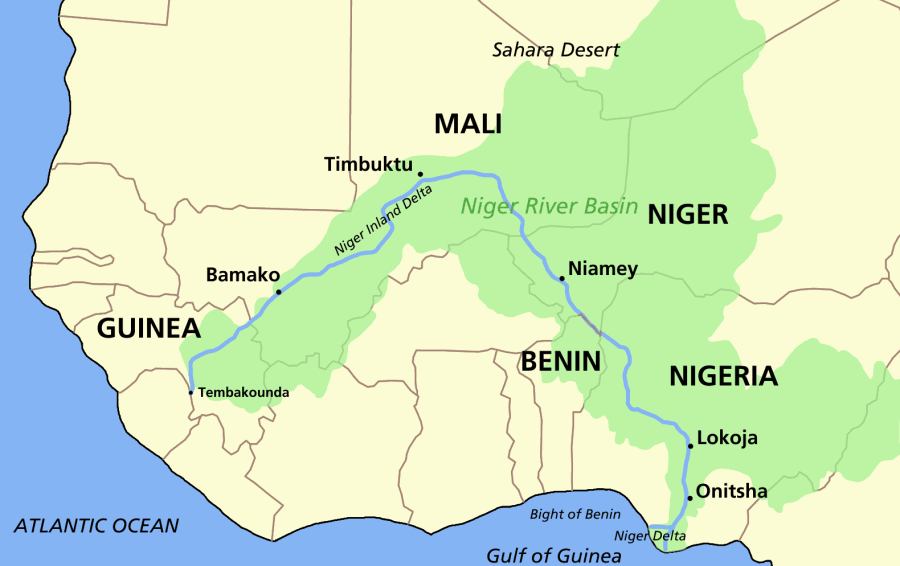
Karte des Nigers. Die Quelle des Niger und die Lage Timbuktus waren zur Zeit der Gründung der African Association unbekannt

Die African Association (The Association for Promoting the Discovery of the Interior Parts of Africa) war eine der sogenannten Afrikanischen Gesellschaften. Sie wurde am 9. Juni 1788 in London von zwölf einflussreichen Männern gegründet. 1831 ging aus der African Association die Royal Geographical Society hervor.

## Entstehungsgeschichte, Ziele und Struktur
Die Idee der African Association ging von einem zwölfköpfigen Saturday’s Club aus, dessen Mitglieder für gewöhnlich zusammen in der St. Albans Tavern in Londons Pall Mall speisten. Ausnahmsweise fand das Treffen des Samstagsklubs, an dessen Abend sich die Association gründete, an einem Montag statt.
Der Vorstand bestand aus dem Parlamentsmitglied Henry Beaufoy als Schriftführer und Joseph Banks als Schatzmeister. An jenem Abend wählten die neun anwesenden Klubmitglieder auch das fünfköpfige Komitee der Association, dem auch Banks und Beaufoy angehörten. Dem Komitee wurde aufgetragen, die Auftragsreisenden auszuwählen, die Korrespondenz der Association zu pflegen und ihre Finanzen zu verwalten.
Die Gründungsresolution formulierte ihre Ziele folgendermaßen:

„die Mitglieder dieses Klubs schließen sich in einer Gesellschaft zusammen, um die Entdeckung der inneren Gebiete dieses Weltteils [Afrika] zu fördern“

Zwar betrieben die europäischen Nationen schon seit längerem Handel entlang der afrikanischen Küste, insbesondere mit Sklaven, jedoch drangen sie nicht tiefer ins Landesinnere vor. Beaufoys Plan der Gesellschaft von 1790 besagte: „… die Landkarte seines Innern ist noch immer nur ein weit ausgedehnter weißer Fleck …“ Die Mitglieder der Afrikanischen Gesellschaft meinten, „… diese Ignoranz muss als große Schande für das gegenwärtige Zeitalter betrachtet werden.“ Bei der Erforschung konzentrierten sie sich auf Westafrika und den Nahen Osten. Insbesondere der Niger, von dem weder Verlauf, noch Quelle oder Mündung bekannt waren, interessierte sie. Auch sollten entlang des Nigers die Goldstädte Timbuktu und Haussa liegen.
Neben diesem geographischen gab es bei den Mitgliedern auch kommerzielle Interessen. So meinte Sir John Sinclair, neben den beiden Vorständen ebenfalls ein Mitglied des Komitees, über jenes Timbuktu:

„… Gold gibt es dort in einer solchen Fülle, dass man sogar die Sklaven damit schmücken kann… Wenn wir unsere Erzeugnisse in dieses Land bringen könnten, hätten wir bald genug Gold.“

Jedoch dachte man zu jener Zeit noch, dass der Handel nicht eigennützig, sondern zu gegenseitigem Nutzen stattfinden könnte.
Die Association finanzierte sich über ein Subskriptionsmodell. Jedes Mitglied willigte ein, für drei Jahre jährlich fünf Guineen zu zahlen, wofür im Gegenzug die Informationen, welche die entsandten Reisenden von Zeit zu Zeit zurückschickten, nur an die Mitglieder der Association weitergegeben wurden. Aufgrund der beschränkten finanziellen Einnahmen konnten nur kleine Ein-Mann-Expeditionen durchgeführt werden.
Die Überlegenheit der europäischen Kultur stand für die Association außer Frage. Die Mitglieder meinten es gut, wenn sie die Afrikaner „zivilisieren“ wollten, denn so Beaufoy abschließend im Plan von 1790:

„[Die African Association] kann nicht gleichgültig gegenüber der Überlegung bleiben, dass in der Verfolgung dieser Vorteile – mit Mitteln, die so friedlich sind wie die Zwecke gerecht – die Annehmlichkeiten des bürgerlichen Lebens, die Vorteile der handwerklichen und maschinellen Kunstfertigkeit, die Kenntnisse der Wissenschaft, die Energien des zivilisierten Geistes und die Verfeinerung des menschlichen Charakters jenen Völkern, die bis heute einer hoffnungslosen Barbarei und allgemeiner Verachtung ausgeliefert sind, in einem gewissen Maße mitgeteilt werden können.“

## Forschungsreisende
- Louis Maurice Adolphe Linant de Bellefonds (1799–1883), französischer Forschungsreisender
- Jean Louis Burckhardt
- William Richard Hamilton
- Friedrich Konrad Hornemann
- Daniel Houghton
- John Ledyard
- Simon Lucas
- Mungo Park
- Henry Welford
- Henry Nicholls

## Lobbyarbeit
Neben der Entsendung von Reisenden versuchte die African Association, die britische Regierung für die Erschließung des Kontinents zu gewinnen. So bat die Gesellschaft 1792 die Regierung um die Ernennung eines Konsuls für Senegambien mit Sitz in Fattatenda, welches der Reisende Daniel Houghton als geeignet beschrieb:

„Da es Grund zu der Annahme gibt, dass ein ausgedehnter und gewinnträchtiger Handel von Großbritannien über den Gambia und den Niger eröffnet werden kann …, [der] gleichermaßen die Interessen der Öffentlichkeit fördern und die geographischen Fortschritte, was die eigentlichen Ziele dieser Gesellschaft sind, erleichtern würde, wird das Komitee ersucht..., [der Regierung] wenigstens die versuchsweise und zeitweilige Ernennung eines Konsuls für Senegambien [vorzuschlagen]“

Tatsächlich wurde James Legge Willis im April 1794 für kurze Zeit Generalkonsul von Senegambien.

## Ende
Die Mitgliederzahl stieg bis 1790 auf 95 an Darunter waren auch etliche Gegner der Sklaverei: neben dem Vorstand Beaufoy auch der Parlamentarier William Wilberforce, welcher der Association 1789 beitrat. Der Kartograph James Rennell wurde 1792 als Ehrenmitglied zum offiziellen Geographen der Association ernannt. Er verarbeitete die Reiseberichte zu Landkarten weiter. Die Association hatte insgesamt 212 Mitglieder und wurde 1831 mit der neu gegründeten Royal Geographical Society zusammengeführt. Mungo Parks erste Reise war mit 1307 Pfund (rund 261 Mitgliedsbeiträge) die teuerste Expedition der Gesellschaft und ihr einziger voller Erfolg.